# Drogerna världen runt
Drogerna världen runt var en dokumentär-TV-serie som sändes i Utbildningsradion under perioden 12 september-17 oktober 1997, samt i repris 1998 och 1999 . Serien behandlade drogproblemen i olika länder.

## Avsnitt och tema

### Drogernas historia
- 12 september 1997: Drogbruket genom historien, från det gamla Egypten och Kina till samtidens narkotikakrig.

### Drogpolitik till döds
- 19 september 1997: Synen på droger och narkotikastraff.

### Droger som hårdvaluta
- 26 september 1997: Drogernas betydelse för ekonomin, såväl nationell som privat, och hur droger är kärnan i verksamheten hos många brottssyndikat.

### Drogerna och hälsan
- 3 oktober 1997: Hur droger påverkar användaren.

### Drogernas alternativ
- 10 oktober 1997: Varför droger används, drömmen om drogfria samhällen samt ungas syn på droger i olika länder

### Människan, droger och framtiden
- 17 oktober 1997: Sammanfattning med återblickar, samt framtidsutsikt

### Fotnoter
1. ↑  ”Svensk mediedatabas”. http://smdb.kb.se/catalog/search?q=%22Drogerna+v%C3%A4rlden+runt%22+typ%3Atv&sort=OLDEST. Läst 30 mars 2011.